# Rejon piński
Rejon piński (biał. Пі́нскі раён, Pinski rajon, ros. Пи́нский райо́н, Pinskij rajon) – rejon w południowo-zachodniej Białorusi, w obwodzie brzeskim.

## Geografia
Rejon piński ma powierzchnię 3252,77 km². Lasy zajmują powierzchnię 1063,30 km², bagna 452,97 km², obiekty wodne 113,12 km².

## Podział administracyjny
W skład rejonu wchodzi osiedle typu miejskiego Łohiszyn oraz 24 następujących sielsowietów:
- Biarozawiczy
- Bobryk
- Boryczewicze
- Chojno
- Duboja
- Horodyszcze
- Kałaurowicze
- Łasick
- Łohiszyn
- Łopacin
- Łyszcze
- Merczyce
- Mołotkowicze
- Nowy Dwór
- Ochowo
- Ośnieżyce
- Parochońsk
- Pinkowicze
- Pleszczyce
- Pohost Zahorodzki
- Porzecze
- Soszno
- Stawek
- Waliszcze.

Pińsk, będący stolicą rejonu, jest miastem wydzielonym i nie należy do niego.

## Ludność
- W 2009 roku rejon zamieszkiwało 51 997 osób, w tym 2372 w osiedlu typu miejskiego i 49 625 na wsi[2].
- 1 stycznia 2010 roku rejon zamieszkiwało ok. 51 600 osób, w tym ok. 2400 w osiedlu typu miejskiego i ok. 49 200 na wsi[3].